# Grube Morgenrot
Grube Morgenrot ist ein deutsches Filmdrama der DEFA von Erich Freund und Wolfgang Schleif aus dem Jahr 1948. 

## Handlung
Kurz nach Ende des Zweiten Weltkriegs liegt die Kohlegrube „Morgenrot“ brach. Von der Besatzungsmacht hat der Arbeiter Wagner die Erlaubnis erhalten, die Grube unter der Leitung der Arbeiter neu zu eröffnen. Die einstigen Kumpel der Grube versammeln sich gespannt auf dem Grubengelände. Wagner wird einstimmig zum Leiter der Grube ernannt, man wartet jedoch noch auf den Genossen Rothkegel, der vielen Kumpel früher ein großes Vorbild war. Als wenig später ein junger Arbeiter Zweifel äußert, ob Arbeiter allein eine Grube leiten können, erzählen ihm die älteren Kumpel, wie es bereits 1931 zu einer ähnlichen Situation gekommen war.
Das Jahr 1931: Die Weltwirtschaftskrise beherrscht das Land und macht auch vor der Kohlenförderung nicht halt. Weil die Grube „Morgenrot“ zu wenig Kohle gibt und somit nicht mehr rentabel ist, soll sie geschlossen werden. Die Kumpel lehnen sich gegen die geplante Schließung und damit Entlassung auf. Der Direktor der Anlagen sieht nur einen Ausweg: Bei gleichen Betriebskosten müssen mehr Kohlen gefördert werden. Arbeiter Wagner hatte bereits früher eine Schrämmaschine entwickelt, durch die mehr Kohle in kürzerer Zeit gefördert werden kann. Sie erhöht jedoch auch das Risiko eines Kohlensäureausbruchs, der unter Tage eine potenzielle Lebensgefahr für die Kumpel darstellen würde. Die Entscheidung, die gerade wegen ihrer Gefahr für Menschenleben verbotenen Schrämmaschine einzusetzen, liegt bei Steiger Ernst Rothkegel.
Rothkegel ist gerade erst zum Steiger ausgebildet worden und zurück zur Grube „Morgenroth“ gekommen. Er ist zunächst gegen den Einsatz der Schrämmaschine. Als jedoch seine schwangere Schwester Hertha und ihr Freund, der Kumpel Fritz, angesichts drohenden Arbeitsverlustes einen Selbstmordversuch begehen, erkennt Rothkegel, wie wichtig es ist, die Arbeit in der Grube für alle Kumpel zu erhalten. Er stimmt dem Einsatz der Schrämmaschine zu. Die Abbauzahlen der Kohle steigen innerhalb kürzester Zeit. Als der erschöpfte Fritz eines Tages die Überwachung einer Grubenlampe übernehmen soll, über die ein möglicher Kohlensäureausbruch bemerkt werden kann, bricht er kurze Zeit später neben der Lampe zusammen. Ernst Rothkegel bemerkt dies erst, als es zu spät ist: Beim plötzlichen Kohlensäureausbruch verlieren 151 Kumpel ihr Leben, darunter Fritz. Rothkegel hingegen kann gerettet werden.
Das Opfer der Bergleute lohnt sich nicht: Die Direktion beschließt die endgültige Stilllegung der Grube, die durch die Betriebspolizei durchgesetzt werden soll. Die Arbeiter jedoch widersetzen sich der Räumung des Geländes und ziehen sich unter Tage zurück, wo sie in Hungerstreik treten. Das Werksgelände selbst wird von den Frauen und Kindern der Arbeiter besetzt. Die Aktion der Arbeiter erregt Interesse im ganzen Land und zahlreiche Zeitungen berichten davon. Die Direktoren der Grube sehen durch die negative Berichterstattung eine mögliche Subvention rentabler Gruben von 20 Millionen Reichsmark in Gefahr und entschließen sich schließlich einfach, die Grube den Arbeitern zu schenken. Während sich die Kumpel als Sieger fühlen, weiß Ernst Rothkegel, dass der Betrieb der Grube für die Arbeiter nicht machbar sein wird. Er versucht, den Kumpel die Übernahme der Grube auszureden, wird jedoch von ihnen nun als Gegner angesehen. Er geht.
Im Jahr 1945 wissen die Kumpel nun, dass Rothkegel recht gehabt hatte, da sie damals nur 71 Tage lang die Grube halten konnten, bevor sie wegen Geldmangels schließen musste. Rothkegel, der wegen seiner sozialistischen Einstellung unter den Nazis in einem KZ gefangen gehalten wurde, kehrt zu seiner alten Grube „Morgenrot“ zurück. Er spricht zu den Kumpel – diesmal stehe er hinter der Übernahme der Grube durch die Arbeiter, weil es eine wirkliche Übernahme und kein schlechtgemeintes Geschenk sei. Zudem seien inzwischen alle Gruben in den Händen der Arbeiter. Kohle wiederum ist ein nützliches Gut – in dieser Zeit mehr denn je.

## Produktion
Die Handlung des Films geht auf reale Ereignisse des Jahres 1930 im schlesischen Waldburg zurück. Bereits 1934 hatte Joachim Barckhausen den Stoff der UFA angebot, die ihn jedoch nicht inszenieren wollte: „Man hatte begriffen, daß es mit den antikapitalistischen  Tendenzen, die die Nazis anfänglich zur Schau gestellt hatten, nicht weit her war“. Nach Ende des Zweiten Weltkriegs setzte sich Slatan Dudow bei der DEFA für den Stoff ein. Im Winter 1946/1947 entstand schließlich das Drehbuch, dessen zugrundeliegende authentische Geschichte durch eine Rahmenhandlung in der Zeit um Juli 1945 ergänzt wurde.
Weite Teile des Films wurden von 1947 bis 1948 in den Gruben Estav in Zwickau und Gottessegen in Oelsnitz gedreht. Zahlreiche Statisten des Films waren Bergleute. Grube Morgenrot war der erste Film der DEFA, dessen Handlungsmittelpunkt Arbeiter waren. Der Film trägt zu Beginn die Widmung: „Wir widmen diesen Film den Bergarbeitern, die entscheidenden Anteil am Aufbau des neuen demokratischen Deutschland haben.“ Grube Morgenrot wurde am 9. Juli 1948 im Berliner Kino Babylon uraufgeführt.

## Kritik
Die zeitgenössische Kritik bewertete den Film konträr: Gelobt wurde die Stimmung des Films – „der Kohlenstaub liegt nicht nur im Schacht und auf den Gesichtern, er drückt auf alles. Das wurde mit sehr einfachen Mitteln spürbar gemacht, ohne Überspitzung, ohne gesuchte Bildeffekte. Die vorzüglichen Bergwerksaufnahmen bleiben im Gedächtnis haften“. Andere Kritiker wiesen auf „die falsche Linie des Ganzen“ hin, so seien Selbstmordversuche, Arbeitslosigkeit und aussichtslose Liebe „kaum die angemessenen Requisiten für einen Film, der mit seinen künstlerischen Möglichkeiten durchaus das Zeug dazu gehabt hätte, das Hohelied der Arbeit von heute zu werden.“
Fred Gehler nannte Grube Morgenrot 1984 „das Lehrstück vom großen Beginnen. Die ‚Geschichtsträchtigkeit‘ der historischen Episode erkannt und so erzählt zu haben, kann den Autoren respektvoll und lobend versichert werden.“
Für den film-dienst war Grube Morgenrot „einer der ersten Filme der DEFA, der aufgrund seiner proletarischen Helden im Neuen Deutschland als deren ‚erster weltgültiger Film‘ gefeiert wurde. Diese Forderung kann er inszenatorisch zwar nicht einlösen, aber filmgeschichtlich ist er von Bedeutung.“